# HMS Hollyhock (K64)
HMS Hollyhock (K64) je bila korveta razreda flower Kraljeve vojne mornarice, ki je bila operativna med drugo svetovno vojno.

## Zgodovina
Korveta je bila potopljena 9. aprila 1942 med japonskim zračnim napadom.